# فالي ريج (كالغري)
فالي ريج (كلغري) (بالإنجليزية: Valley Ridge, Calgary)‏ هي منطقة سكنية تقع في كندا في ألبرتا. يقدر عدد سكانها بـ 4,575 نسمة وترتفع عن سطح البحر 1,030 متر.